# Козак Сіромаха
Козак Сіромаха (справжнє ім'я — Олександр Люббоженко; нар. 23 вересня 1980, Дніпро, Українська РСР) — український співак етно стилю. Відомий колоритним народним стилем творчості і слідуванням козацьким традиціям.

## Життєпис
Народився 23 вересня 1980 року в місті Дніпро, справжнє ім'я — Олександр Люббоженко. Дитинство Олександр провів у Дніпрі, де батьки працювали на геологічній станції. Здобув освіту в ПТУ за спеціальністю «токар-фрезерувальник», також у вільний час навчався на кравця. З коледжу дорога привела його в Національну академію керівних кадрів культури і мистецтв, де він навчався на хореографа та отримав відповідний диплом. Олександр працював за фахом, був керівником танцювального колективу в стилі хіп-хоп Trance Dance. 1999 року у складі реп-гурту ДНД переміг у фестивалі «Червона Рута», а з 2005 року співпрацював з театром «Таттва». Згодом працював на різних професіях: будівельником, охоронцем, продавцем у магазині, менеджером, тренером у фітнес-центрі. Після 2014 року став у лави спецпідрозділу МВС «Січеслав», брав участь в АТО. 
У 2018 році був учасником 8 сезону телешоу «Голос країни».
У 2022 році Козак Сіромаха почав співпрацю з музичним лейблом ENKO, що заснований співачкою alyona alyona та продюсером Іваном Клименко.
У жовтні 2022 року співпродюсером артиста стає Микола Кучерявий, на той момент — директор гурту Kalush Orchestra.
Олександр Любоженко вже встиг зробити два тури по США та декілька концертів у країнах Європи, де неодноразово збирав кошти на потреби війська. У співпраці з Культурним десантом влаштовував виступи для військових на фронті. Брав участь у шоу «Мультитрек» Євгена Тріплова, де переміг з великим відривом і отримав 50 000 грн, які віддав на потреби Збройних сил України.
У серпні 2024 року у Козака Сіромахи вийшов дебютний альбом «Vytynanka» разом із лірником Гордієм Старухом, в якому артисти використали тільки українські народні інструменти. Альбом отримав високу оцінку від культурних діячів, зокрема від акторів, режисерів, журналістів та письменників.

## Особисте життя
Одружений, виховує трьох синів за традиціями українського козацтва. Є вегетаріанцем, як професійний кравець шиє собі шаровари.

## Дискографія

### Альбоми
- Vytynanka (2024).

### Сингли

#### Одинаки
- 2022 — Гуляли.
- 2023 — Засвіт встали козаченьки.
- 2023 — Ну ж бо.
- 2023 — Ворога поборемо.
- 2023 — За високими горами.
- 2023 — Вистоїмо.
- 2023 — Світ різнокольоровий.
- 2024 — Віра.
- 2024 — Останній маяк.
- 2024 — Козацька.
- 2024 — Ватра.
- 2024 — Дороги.
- 2024 — Зоряно.
- 2024 — Осідлаю кониченька.
- 2024 — Свято і намисто.
- 2025 — Колесо.
- 2025 — Вірний друг.
- 2025 — Моя люба.

#### Співпраця
- 2022 — Нумо Козаки (разом з Kalush Orchestra).
- 2023 — Сіромаха (разом з Kalush Orchestra).
- 2023 — Зірка (разом з Jerry Heil, Gordiy Starukh).
- 2024 — Жорно (разом з Gordiy Starukh).
- 2024 — Balada (разом з Gordiy Starukh).
- 2024 — Ворогам на зло (разом з SUROV).
- 2025 — Заживем (разом з 93 ОМБР «Холодний Яр»).
- 2025 — Зі Сталі (разом з Skofka).